# Lunca Veche
Lunca Veche – wieś w Rumunii, w okręgu Vaslui, w gminie Lunca Banului. W 2011 roku liczyła 101 mieszkańców.